# Campeonato Chileno de Futebol de 2013-14 - Segunda Divisão
O Campeonato Chileno de Futebol de Segunda Divisão de 2013-14 (oficialmente Campeonato Nacional Petrobras de Transición de Primera B del Fútbol Profesional 2013-14) foi a 64ª edição do campeonato do futebol do Chile, segunda divisão, no formato "Primera B". Os 14 clubes jogam em turno (primeira fase regional, segunda fase todos os clubes em jogos de ida - "Apertura") e returno (mesmo formato - "Clausura"). O campeão - melhor colocado na tabela geral - é promovido para o Campeonato Chileno de Futebol de 2014 Apertura. Os campeões do "Apertura" e do "Clausura" e os dois clubes subsequentes da tabela anual jogariam partidas de ida e volta para a segunda vaga de ascenso. O último colocado era rebaixado para a Segunda División Profesional de 2014-15, terceiro escalão chileno.

## Participantes
| Equipe                                        | Cidade        | Região                           | No ano anterior                                    | Estádio                                  | Capacidade | Títulos              | Participações |
| --------------------------------------------- | ------------- | -------------------------------- | -------------------------------------------------- | ---------------------------------------- | ---------- | -------------------- | ------------- |
| Club de Deportes Lota Schwager                | Coronel       | Região de Bío-Bío                | Sétimo Lugar (Zona Sul)                            | Estádio Municipal Federico Schwager      | 18.500     | 2 (1969, 1986)       | 30            |
| Club de Deportes Coquimbo Unido               | Coquimbo      | Região de Coquimbo               | Primeiro Lugar (Zona Norte)                        | Estádio La Pampilla                      | ---        | 2 (1962, 1977)       | 31            |
| Club Social y de Deportes Concepción          | Concepción    | Região de Bío-Bío                | Quarto Lugar (Zona Sul)                            | Estádio Municipal de Concepción          | 35.000     | 2 (1967, 1994)       | 13            |
| Club de Deportes Naval                        | Talcahuano    | Região de Bío-Bío                | Terceiro Lugar (Zona Sul)                          | Estádio El Morro                         | 7.152      | 0 (não possui)       | 12            |
| Club Provincial Curicó Unido                  | Curicó        | Região de Maule                  | Primeiro Lugar (Zona Sul)                          | Estádio La Granja                        | 8.000      | 1 (2008)             | 24            |
| Club de Deportes Temuco                       | Temuco        | Região de Araucanía              | [ 1 ] [ 2 ] [ 3 ] [ 4 ]                            | Estádio Municipal Germán Becker          | 20.930     | 2 (1991, 2001)       | 13            |
| Club Deportivo San Luis                       | Quillota      | Região de Valparaíso             | Sétimo Lugar (Zona Norte)                          | Estádio Municipal Lucio Fariña Fernández | 7.500      | 3 (1955, 1958, 1980) | 32            |
| Club Deportivo Magallanes                     | Maipú         | Região Metropolitana de Santiago | Segundo Lugar (Zona Norte)                         | Estádio Santiago Bueras                  | 4.000      | 0 (não possui)       | 29            |
| Corporación Club de Deportes Santiago Morning | Independencia | Metropolitana de Santiago        | Terceiro Lugar (Zona Norte)                        | Santa Laura                              | 22.375     | 3 (1959, 1974, 2005) | 18            |
| Athletic Club Barnechea                       | Lo Barnechea  | Região Metropolitana de Santiago | Sexto Lugar (Zona Sul)                             | Estádio Municipal de Lo Barnechea        | 2.500      | 0 (não possui)       | 3             |
| Club de Deportes Copiapó                      | Copiapó       | Região de Atacama                | Sexto Lugar (Zona Norte)                           | Estádio Luis Valenzuela Hermosilla       | 8.000      | 0 (não possui)       | 11            |
| Club de Deportes Unión San Felipe             | San Felipe    | Região de Valparaíso             | Quarto Lugar (Zona Norte)                          | Estádio Municipal de San Felipe          | 18.500     | 3 (1970, 2000, 2009) | 33            |
| Club de Deportes La Serena                    | La Serena     | Região de Coquimbo               | Quinto Lugar (Zona Norte)                          | Estádio La Portada                       | 18.500     | 3 (1957, 1987, 1996) | 20            |
| Club Deportivo San Marcos de Arica            | Arica         | Região de Arica e Parinacota     | Rebaixado do Campeonato Chileno de Futebol de 2013 | Estádio Carlos Dittborn                  | 10.000     | 2 (1981, ´2012)      | 31            |

## Campeão
| Campeão Chileno Segunda Divisão 2013-14                        |
| -------------------------------------------------------------- |
| Club Deportivo San Marcos de Arica (Arica) (3º título) Campeão |